# Michał Joachimowski
Michał Teodor Joachimowski (Żnin, 26 settembre 1950 – Bydgoszcz, 19 gennaio 2014) è stato un triplista polacco.

## Palmarès

### Europei indoor
- 3 medaglie:
  - 1 oro (Göteborg 1974)
  - 2 argenti (Rotterdam 1973; Katowice 1975)